# Bilbao
Bilbao (baskicky Bilbo) je největší město v Baskicku, autonomním společenství v severním Španělsku. Město je administrativním centrem provincie Bizkaia. Leží u Biskajském zálivu na řece Nervión. Žije zde přibližně 348 tisíc obyvatel, s předměstími 950 000.
Bilbao je rovněž průmyslové centrum – vyrábí se zde stroje, především lodě a jejich součásti, dále je zde zastoupen chemický a stavebnický průmysl.
Světoznámou stavbou, která proslavila celé město, je postmoderní Guggenheimovo muzeum od Franka Gehryho z roku 1997. V Bilbau se také nachází gotická katedrála ze 14. století a řada dalších sakrálních staveb a památek.

## Historie
V okolních vršcích byly nalezeny stopy po osídlení z 3. a 2. st. před K. Město však bylo založeno až o mnoho stovek let později, zakládací listinou z 15. června 1300, potvrzenou králem Ferdinandem IV. Kastilským na počátku roku 1301 v Burgosu. Poté se začalo na pravém břehu řeky Nerviónu s výstavbou města.

## Město, památky a významné stavby

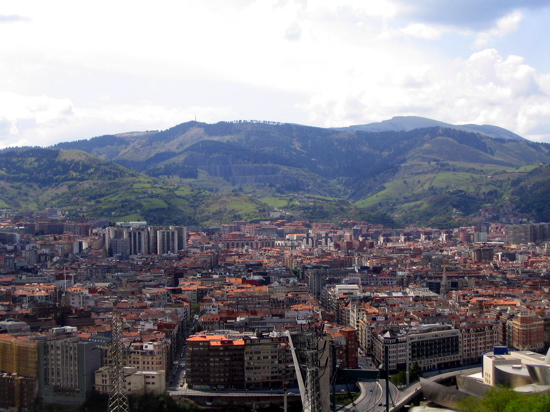
Pohled na Bilbao

Centrum původního historického osídlení je na pravém břehu řeky Nervión čtvrť Casco Viejo (Staré Město, baskicky Zazpikaleak). Ve čtvrti stojí několik staveb středověkého původu:
- Katedrála sv. Jakuba (Santiago de Bilbao, baskicky Donejakue katedrala), stavba trojlodní baziliky s předsíní a portikem ze 14. až 15. století stojí na místě původního kostelíka poustevníků. Renesanční portikus je ze 16. století, hlavní brána a oltář až z 19. století.

Interiér: v chóru se dochovaly poutní oltáře, dvě gotické sochy Panny Marie s dítětem a socha sv. Jakuba Většího jako poutníka.
Od katedrály vedou úzké uličky s měšťanskými domy z 15.-19. století, plné barů a restaurací, a schodiště, při němž je situováno Archeologické muzeum. Výtahem ze stanice metra lze vyjet vzhůru na vyhlídku, ke hřbitovu a dalšímu poutnímu chrámu:
- Chrám Panny Marie de Begoňa je síňové trojlodí z období přelomu gotiky a renesance, proslulé úctou k drobné dřevěné sošce trůnící Panny Marie de Begoňa, která na levém koleni drží Ježíška a v pravé ruce květ růže.
- Severně od katedrály se rozkládá čtvercové náměstí Plaza Nueva s podloubími, vystavěné okolo roku 1830. Pár set metrů severně je
- Park s nábřežím, jemuž dominuje raně barokní chrám sv. Mikuláše (San Nicolás de Bari), původně profesní chrám rybářů a námořníků. Zde se pravidelně konají různé společenské akce, vystoupení apod.
- Kostel sv. Antonína ( Iglesia San Antón) je gotického původu z počátku 15. století, stojí na nábřeží u mostu San Antón.
- Kostel sv. Dominika (Santo Domingo) s bývalou stavbou kláštera dominikánů byly založeny ve 14. století na náměstí Plaza de la Encarnación ve čtvrti Atxuri.
- Klášter augustiniánů byl adaptován pro Baskické muzeum.

Na druhém břehu řeky:
- Budova železničního nádraží F.C. de Santander - Bilbao s halami do nábřeží - prosklená ocelová konstrukce s vitrážemi z konce 19. století, hala je zmodernizována jako nákupní pasáž s restauracemi.
- Radnice města Bilbao za nádražím, v rozlehlé čtvrti Abando, jež se na sever i východ rozrůstá moderními výškovými budovami.
- Přes most Puente Zubizuri se dostaneme ke Guggenheimovu muzeu, postmodernistické stavbě se zděnou ocelovou konstrukcí a pláštěm z kovových plátů a skla; byla dokončena roku 2007, podle návrhu architekta Franka Gehryho. Před ní je šestnáctimetrová betonová socha psa s dutinami, osazenými skalničkami a květinami. Za muzeem stojí nejvyšší budova Bilbaa Iberdrola (Torre Iberdrola, baskicky Iberdrola dorrea), z let 2007–11 od architekta C. Pelliho (autor Petronas Twin Towers v Malajsii) má 165 m.

## Muzea
- Guggenheimovo muzeum – stálá expozice klasiků moderní malby a sochařství není velká, tvoří ji asi 70 děl (Picasso, Chagall, Modigliani, Kupka, Kandinsky, Klee, Braque, ad.), druhá část je věnována 60. létům 20. století, ve třetí se střídají výstavy současného umění
- Muzeum Baskicka (Museo del Basque) – rozsáhlé historické, umělecké a národopisné sbírky v moderní instalaci
- Archeologické muzeum – rozsáhlá expozice ve 3 patrech od pravěku, přes bohaté sbírky římské antiky a středověku až na práh novověku
- Galerie španělského malířství a sochařství 13.- 20. století, zvaná Muzeum krásných umění (Museo del bellas artes) nedaleko od Guggenheimova muzea
- Muzeum šunky (Museo del jamnbón) – expozice dějin gastronomie doplňuje lahůdkářský obchod

## Doprava
- Dvě linky vidlicovitě rozvětveného metra 1 a 2; většinou spojují oba břehy nebo vedou podél řeky směrem k moři); v některých stanicích jsou výhodné výtahy, jimiž se lze vyvézt i 5 pater (například ze Starého města)
- Tramvajová linka EuskoTram byla vybudovaná v roce 2002, je standardní moderní dopravou.
- Autobusy městské mají 45 linek, příměstské a dálkové autobusy jezdí z JZ nádraží Termini do vzdálenosti až 250 km.
- Velký význam má námořní přístav v Biskajském zálivu.
- Letiště je spíše regionální, nový hlavní terminál projektoval Santiago Calatrava.
- Lanovka spojuje staré město s okolními návršími.

## Sport
Ve městě sídlí fotbalový klub Athletic Bilbao.

## Galerie

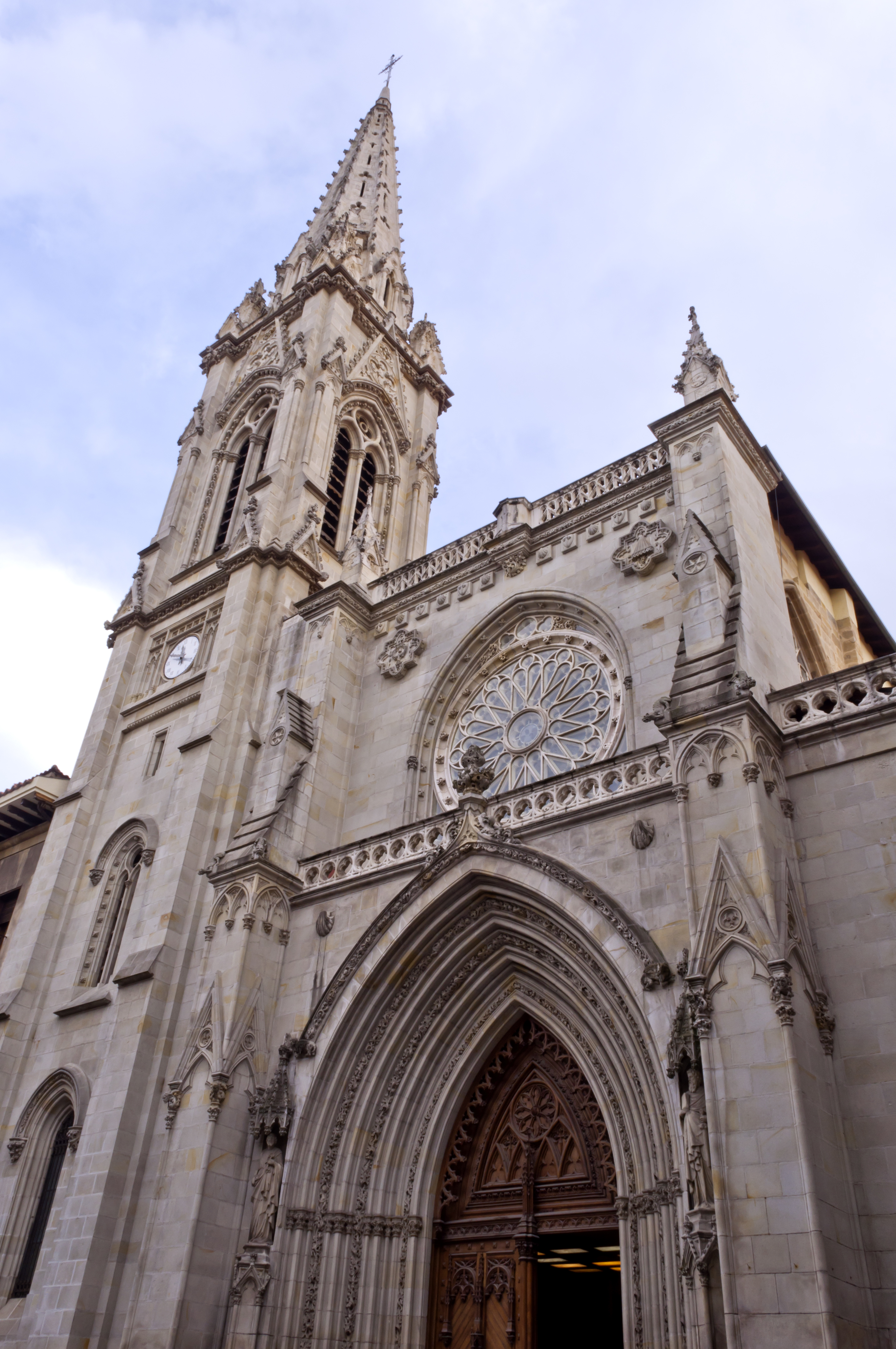
Katedrála sv. Jakuba, Casco Viejo
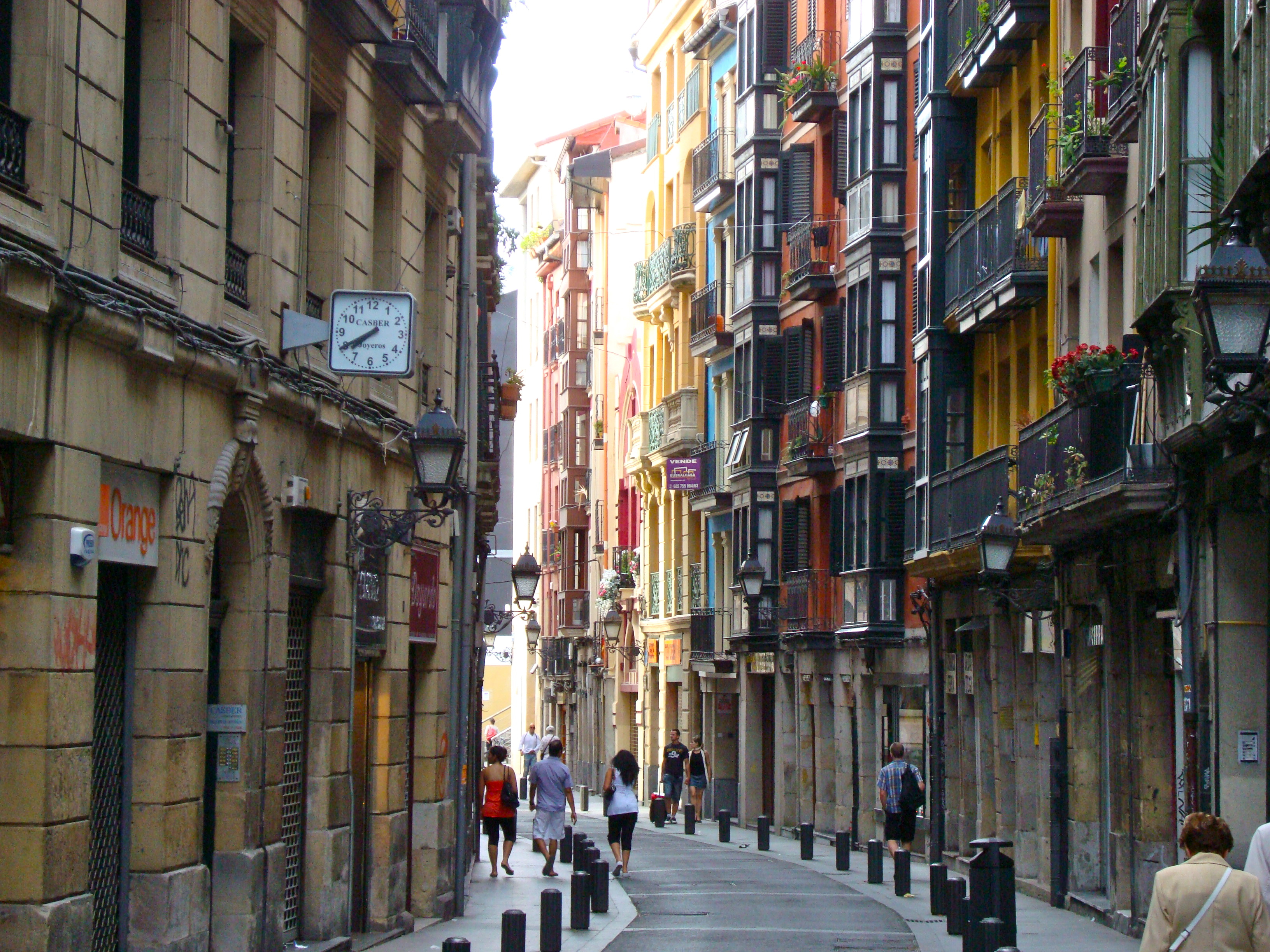
Ulice na Starém Městě, Casco Viejo
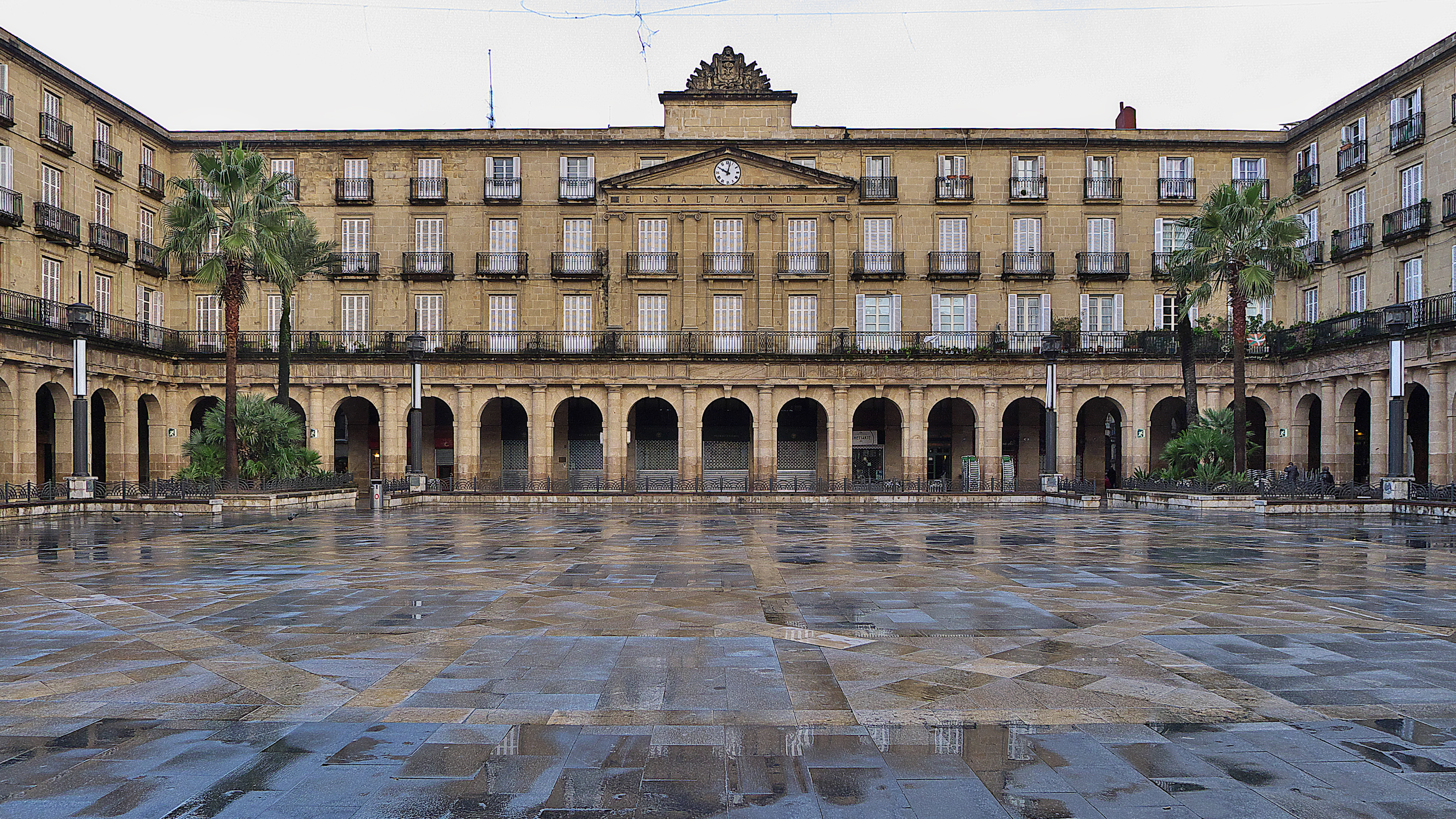
Plaza Nueva v centru Casco Viejo
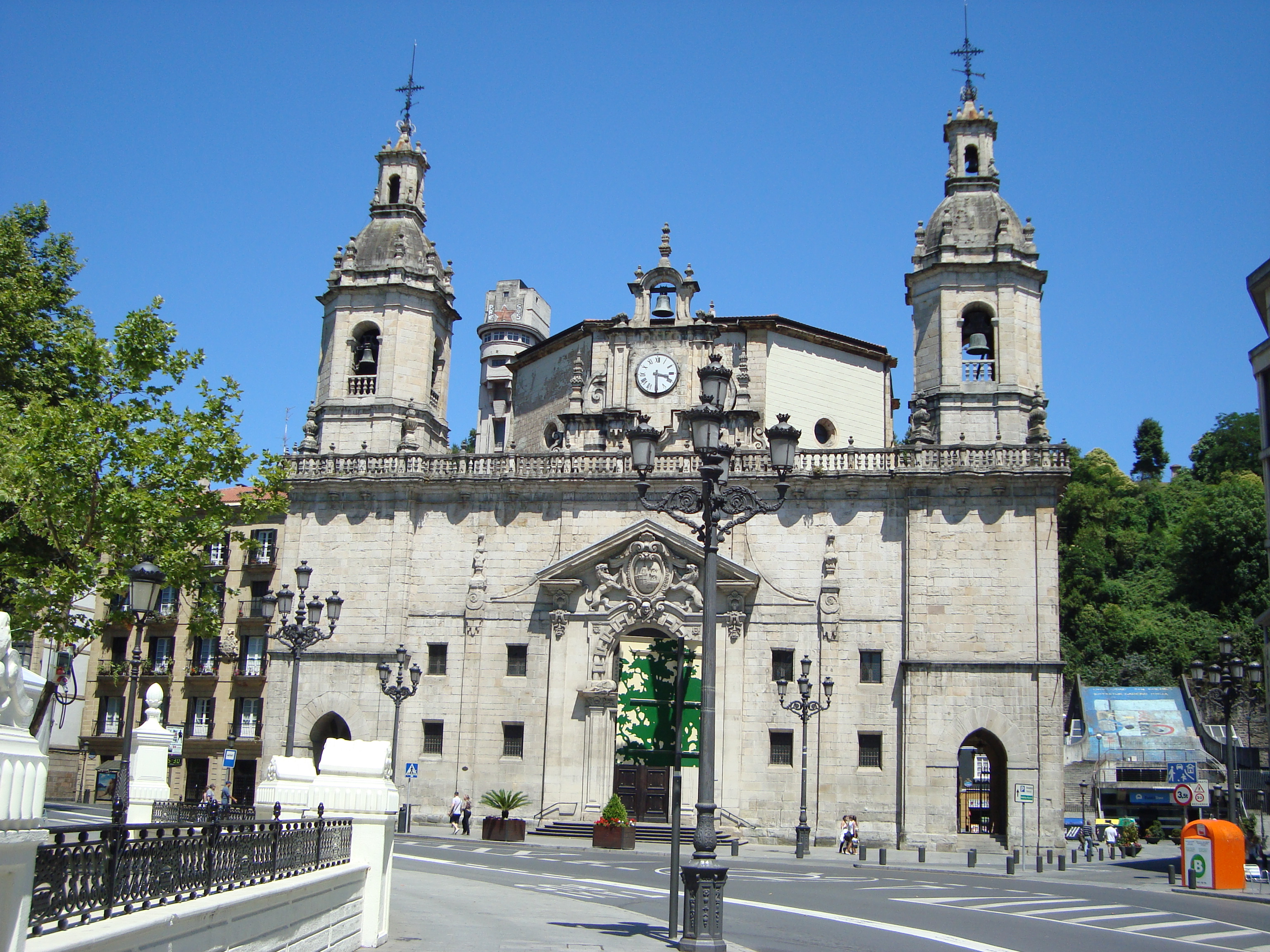
Kostel San Nicolás
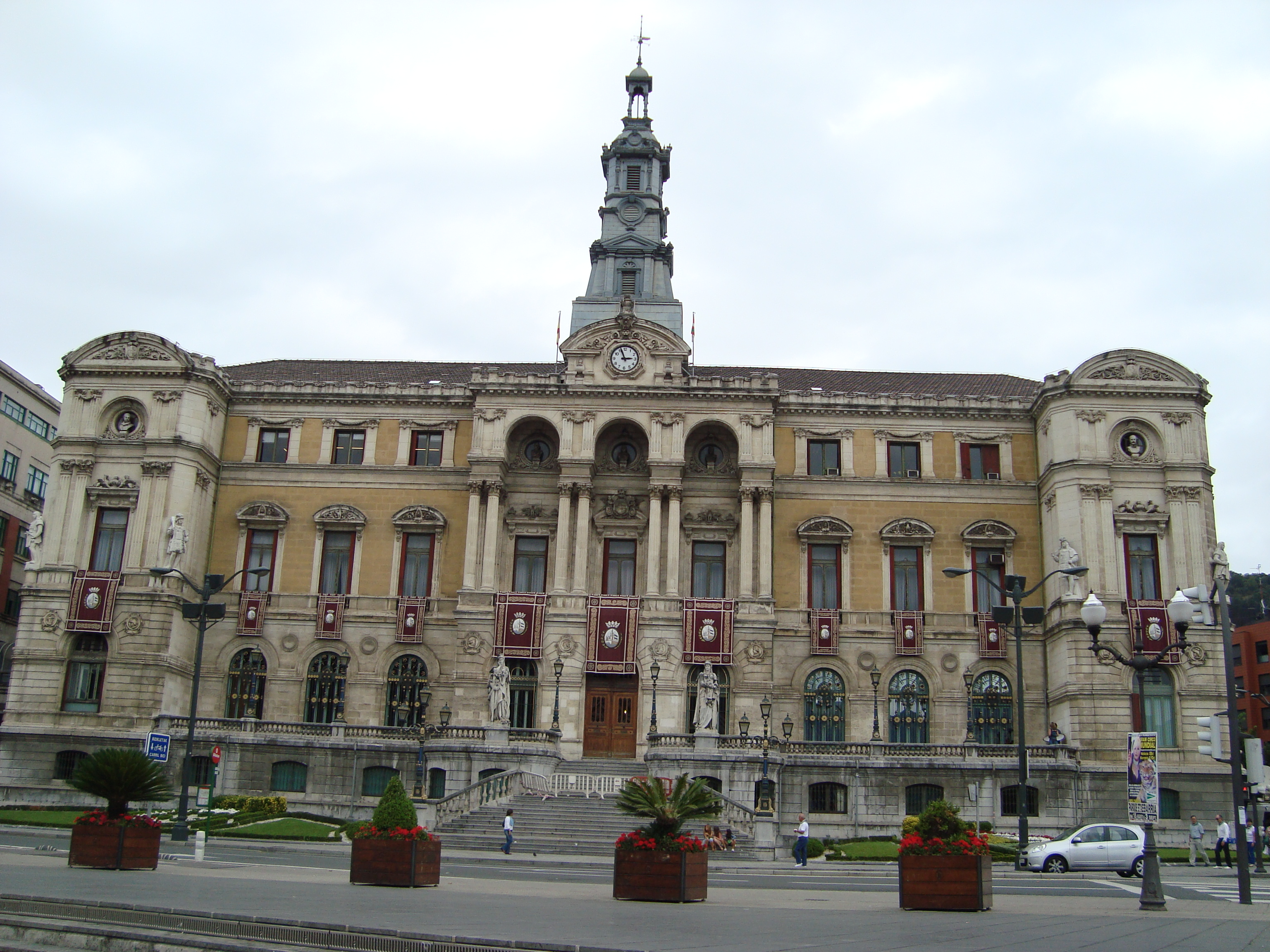
Radnice Bilbaa
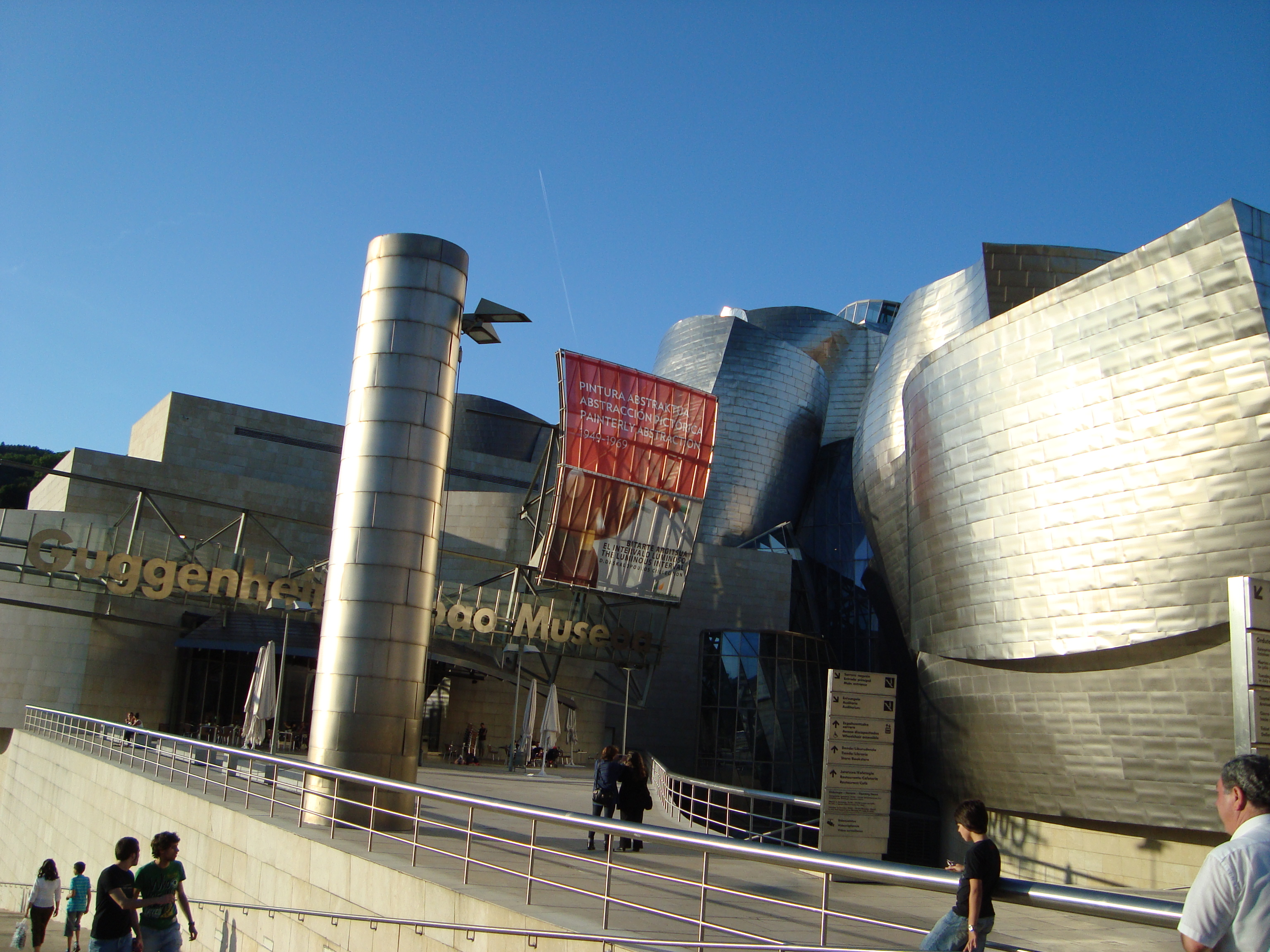
Budova Guggenheimova muzea
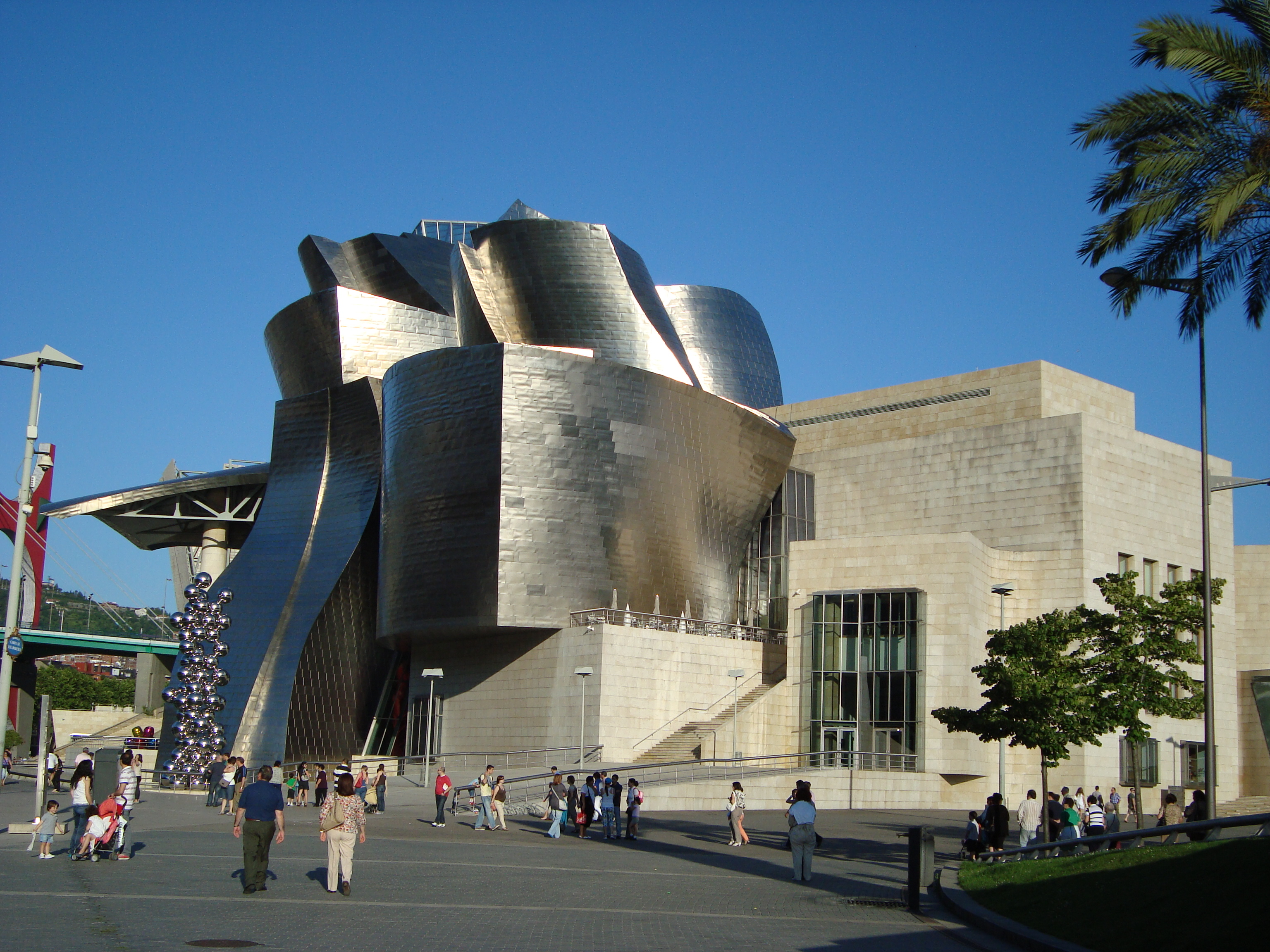
Guggenheimovo muzeum
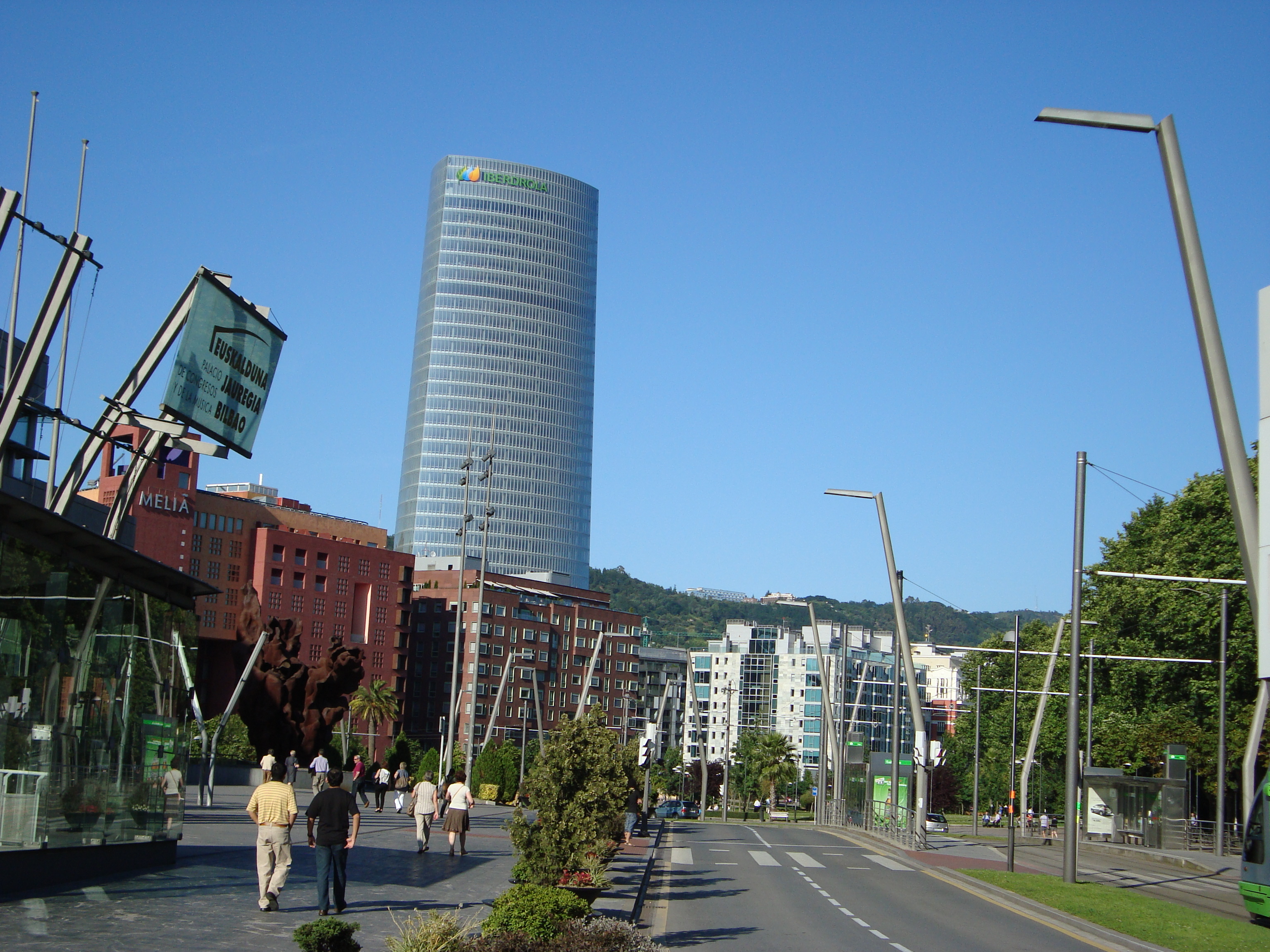
Iberdrola dorrea, nejvyšší budova Bilbaa
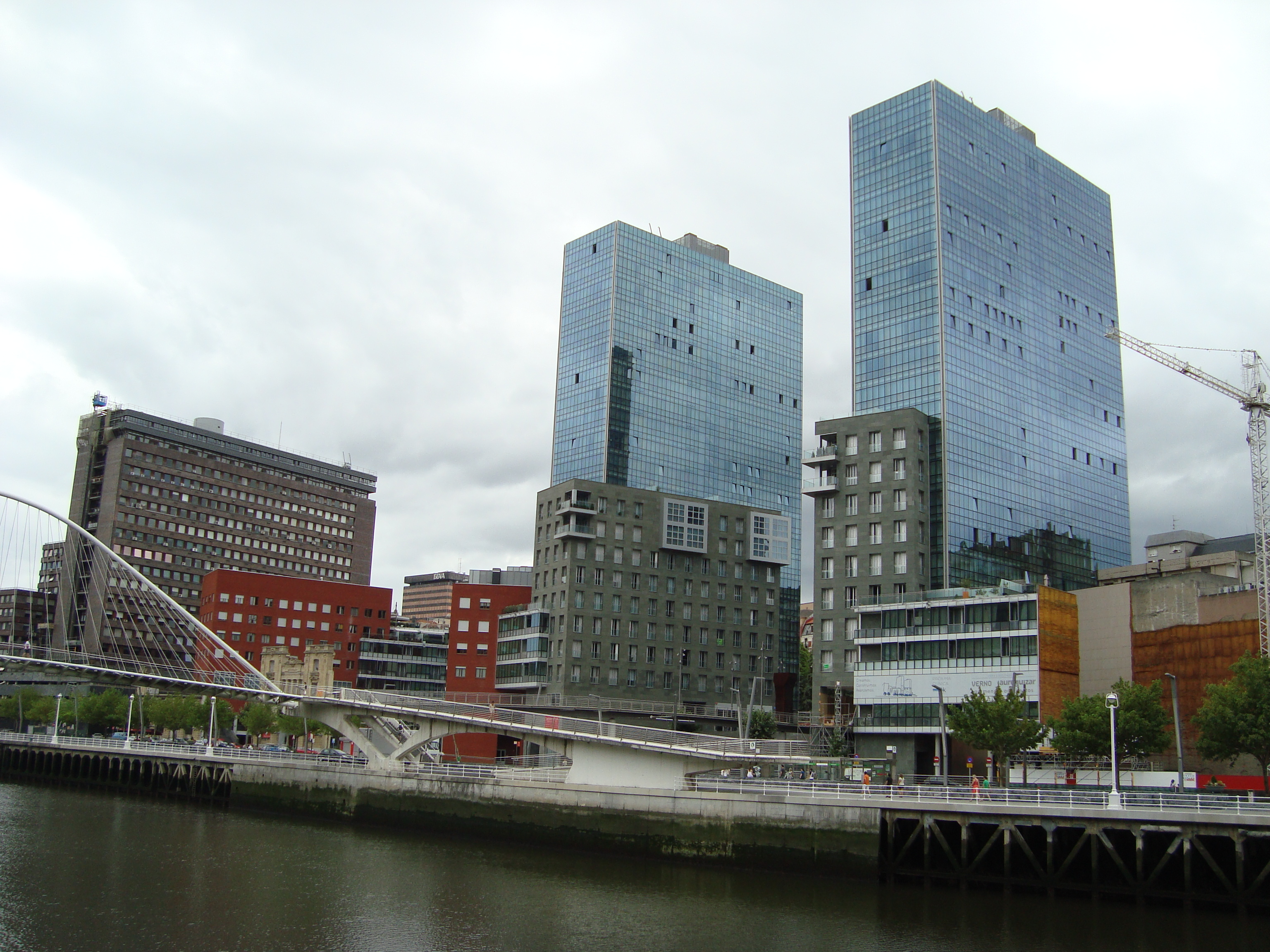
Současná zástavba na nábřeží řeky Nervión
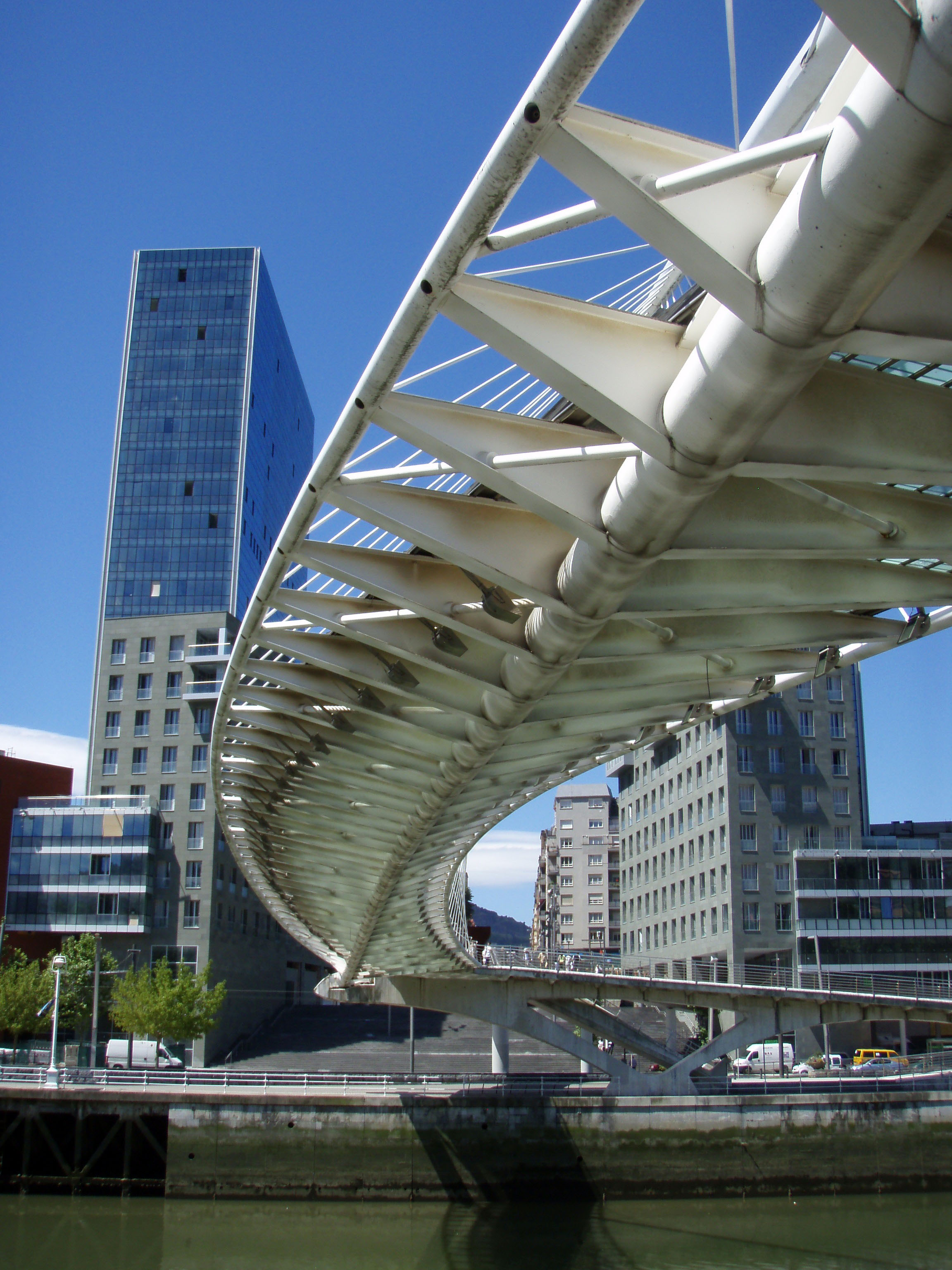
Most Zubizuri
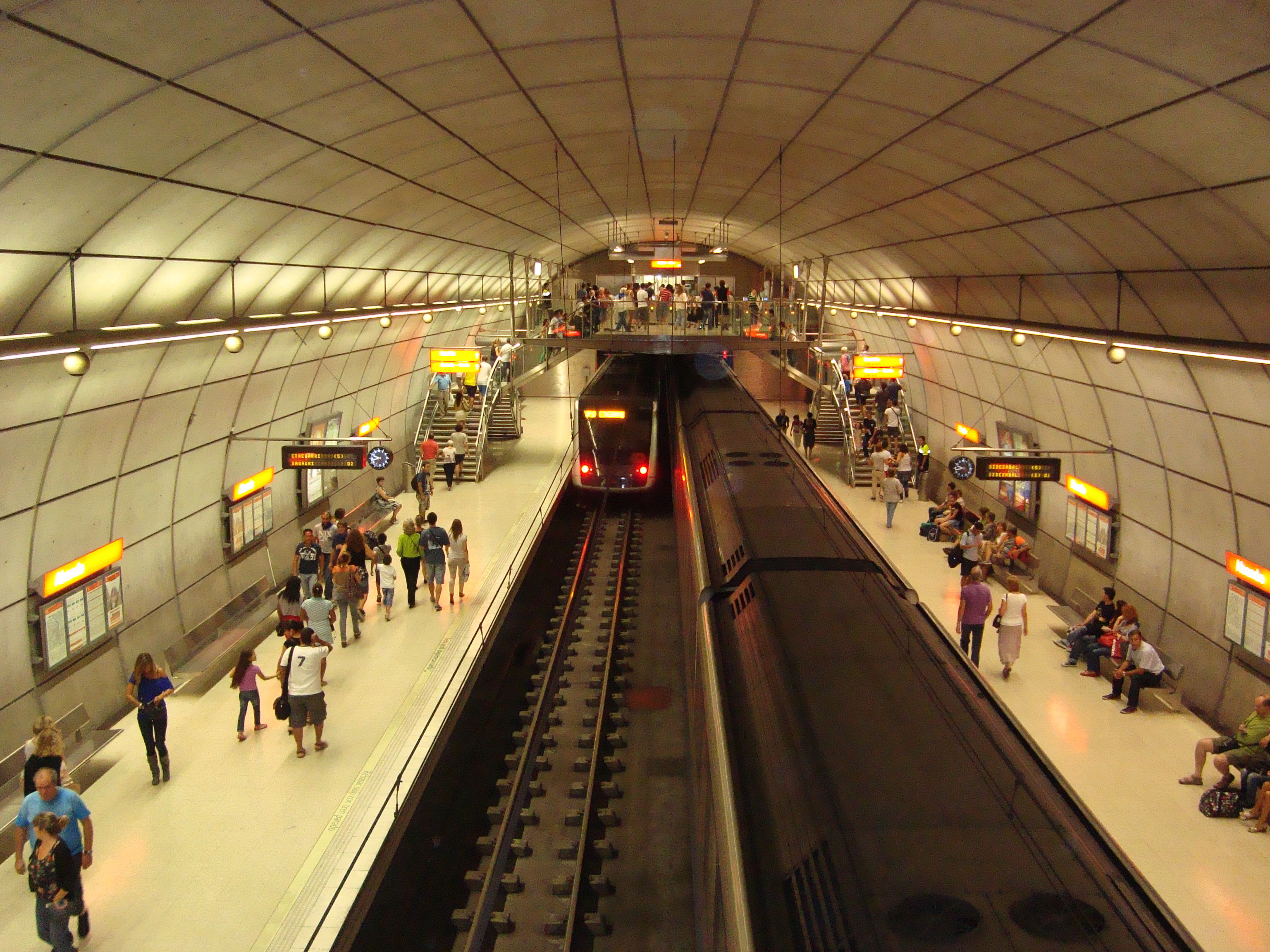
Metro Bilbao

## Osobnosti
- Miguel de Unamuno (1864–1936), španělský spisovatel a filosof
- Sabin Arana (1865–1903), baskický národní buditel, spisovatel a politik
- Pedro Arrupe (1907–1991), baskický duchovní, 28. jezuitský generál
- Javier Gomá Lanzón (* 1965), španělský filosof, právník a spisovatel

## Partnerská města
- Buenos Aires, Argentina, 1992
- Bordeaux, Francie, 2006
- Čching-tao, Čína, 2006
- Medellín, Kolumbie 1998
- Pittsburgh, USA
- Rosario, Argentina, 1988
- San Adrián de Besós, Španělsko
- Tbilisi, Gruzie
- Monterrey, Mexiko